# Mokrsko Dolne
Mokrsko Dolne – wieś sołecka w Polsce, położona w województwie świętokrzyskim, w powiecie jędrzejowskim, w gminie Sobków. Ma status sołectwa.
W latach 1975–1998 miejscowość administracyjnie należała do województwa kieleckiego.

## Części wsi
| SIMC    | Nazwa         | Rodzaj     |
| ------- | ------------- | ---------- |
| 0270490 | Bugaj         | przysiółek |
| 0270455 | Kolonie       | część wsi  |
| 0270461 | Łazek         | część wsi  |
| 0270478 | Pod Kościołem | część wsi  |
| 0270484 | Stok          | część wsi  |

## Historia
Około roku 1280 urodził się Piotr Mokrski herbu Jelita – pierwszy znany ze źródeł dziedzic Mokrska.
Miejscowy kościół istniał jako kaplica już w 1363 r. Do 1836 r. był kościołem filialnym parafii w Mnichowie. W XV w. dziedzicem Mokrska był Dziewisz herbu Koźlerogi, proboszcz skalbmierski i kanonik krakowski. W 1428 r. uposażył on ołtarz Matki Boskiej w kaplicy św. Tomasza w wawelskiej katedrze.
W 1827 Mokrsko Dolne miało 29 domów i 359 mieszkańców.
W 1936 w Mokrsku Dolnym urodził się Kazimierz Braun – polski aktor i reżyser teatralny, teatrolog, krytyk teatralny, pisarz i tłumacz. Ojciec Grzegorza Brauna.

## Zabytki
- Kościół pw. Wniebowzięcia NMP z 1. ćwierci XIII w. z zachowanym kamiennym romańskim prezbiterium i fragmentami średniowiecznych fresków, oraz trzema monoforiami. Pierwsze wzmianki o parafii i kościele pochodzą z 1326 r., wiadomo jednak, że parafia powstała wcześniej. Pierwszy kościół wzniesiono w 1. połowie XIII w., dzisiaj jest częścią obecnej świątyni – stanowi obecne prezbiterium i „schowek” za głównym ołtarzem. Kościół rozbudowywano i przebudowywano w XVII (nawa barokowa). Wtedy wyburzono romańską ścianę zachodnią i dobudowano obecną nawę i zakrystię. Pierwotna nawa pełni od tego czasu rolę prezbiterium. Z fazy romańskiej zachował się portal północny i uszkodzony tympanon wmurowany nad późniejszym portalem do zakrystii. Kolejna przebudowa w XVIII i pierwszej połowie XIX wieku. Główny ołtarz w stylu późnobarokowym, z pierwszej połowy XVIII wieku. Ołtarze boczne w stylu rokokowym, a w kaplicy krucyfiks gotycki z początku XV w.
- Obok kościoła znajduje się drewniana dzwonnica z XIX w. Kościół otoczony jest ogrodzeniem z kapliczką, wybudowanym w XIX w. Kościół jest wpisany do rejestru zabytków nieruchomych (nr rej.: A.154 z 11.02.1967)[8].
- Zespół dworski – dwór z przełomu XIX i XX w. otoczony parkiem z II połowy XIX w. (nr rej.: A.156 z 18.06.1977)[8].
- Dworska Górka, średniowieczne grodzisko z XIV w. Usytuowane na skraju parowu, 150 m na wschód od kościoła. W źródle z 1428 r. wspomniano o superiori castro in silva iacente dicto wulgariter[9], zapis ten być może odnosił się do rodowej siedziby biskupa krakowskiego Floriana z Mokrska. Zamek ten poprzedzał zamek w Mokrsku Górnym wybudowany przez ród Kmitów w początku XVI wieku.
- Cmentarz parafialny z pocz. XIX w. (nr rej.: A.155 z 27.05.1993)[8].
- Kaplica grobowa Chelińskich z 1865 r. (nr rej.: A.155 z 27.05.1993)[8]. Jest użytkowana obecnie jako kaplica cmentarna.

## Galeria

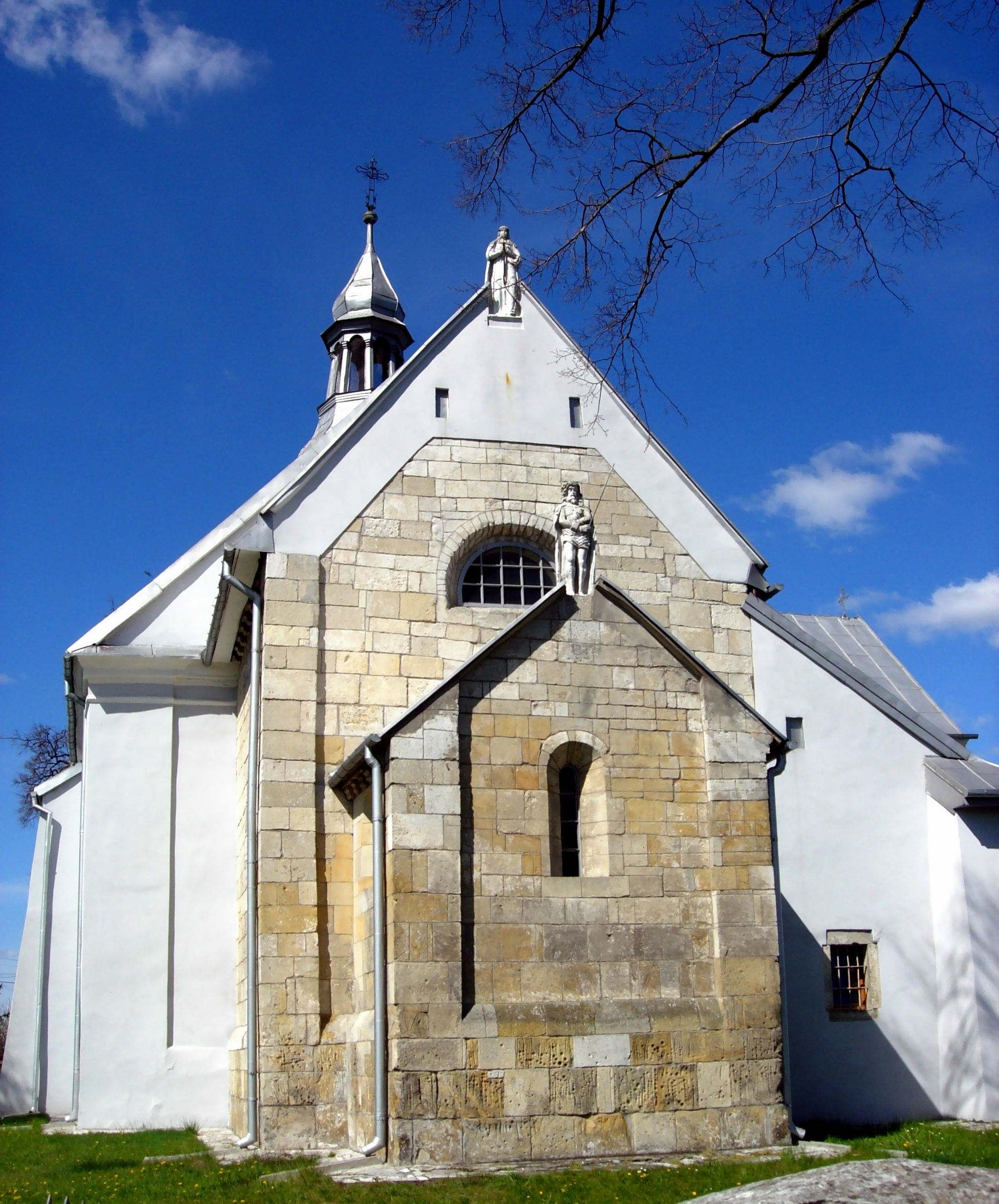
Romańskie prezbiterium kościoła
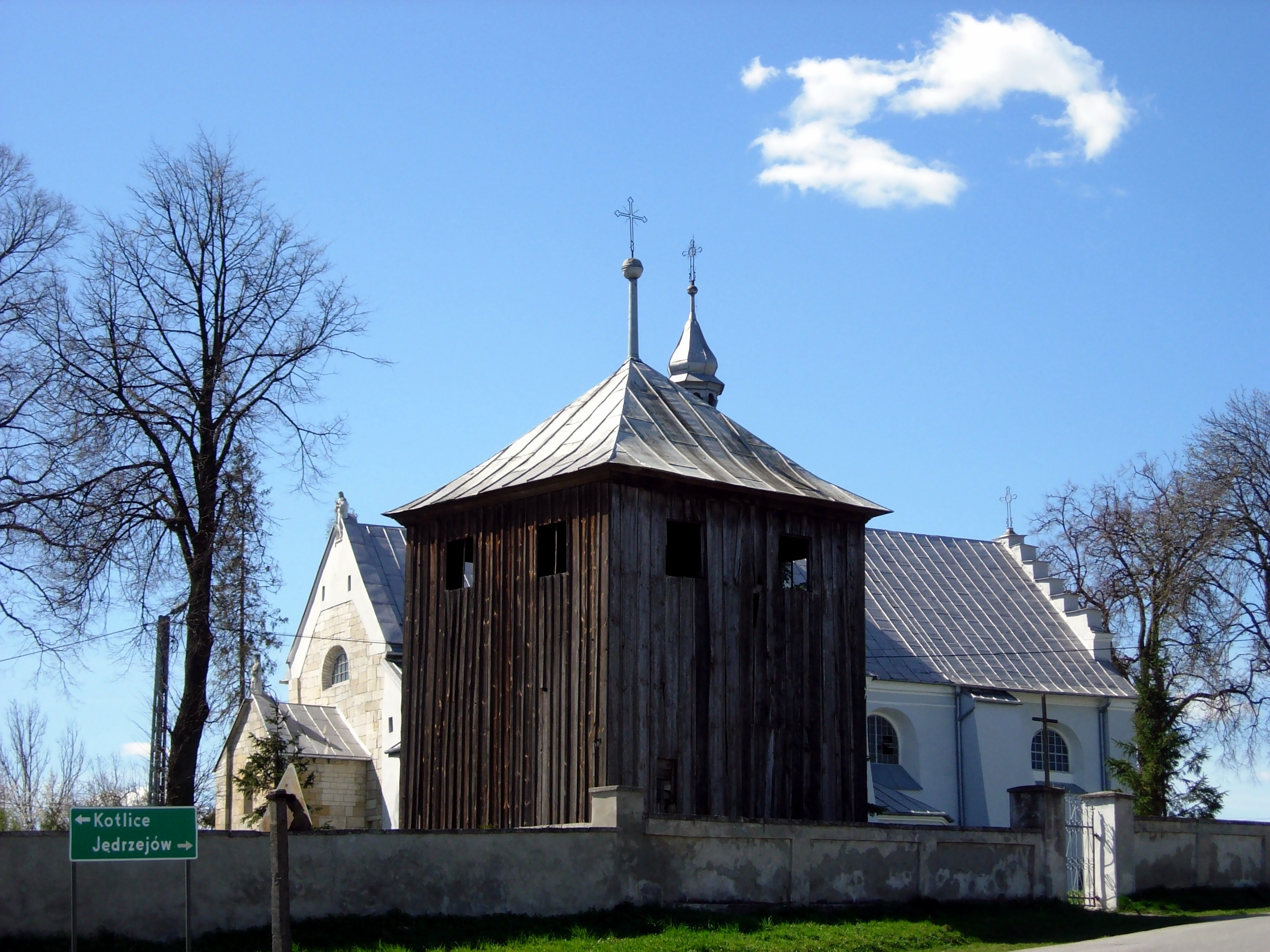
Drewniana dzwonnica